# Dominique Paillé
Pour les articles homonymes, voir Paillé.
 (avril 2019).
Si vous disposez d'ouvrages ou d'articles de référence ou si vous connaissez des sites web de qualité traitant du thème abordé ici, merci de compléter l'article en donnant les références utiles à sa vérifiabilité et en les liant à la section « Notes et références ».
Dominique Paillé, né le 28 mai 1956 à Nueil-les-Aubiers (Deux-Sèvres), est un homme politique français.
Député des Deux-Sèvres de 1993 à 2007, il est secrétaire général adjoint puis porte-parole de l'UMP entre 2007 et 2011, puis président de l'Office français de l'immigration et de l'intégration de janvier à août 2011.

## Biographie

### Études
Élève à Institut d'études politiques de Paris (promotion 1977, section Service Public), il obtient ensuite un DEA en économie à l'université Paris-Dauphine, puis est diplômé de l'ENSP.

### Carrière professionnelle hospitalière
Directeur d'hôpital entre 1980 et 1989, il occupe différents postes à l’Assistance publique de Paris : assistant de direction à la direction des équipements, directeur à l'Hôtel-Dieu. Il est militant syndical et exerce la fonction de délégué général du Syndicat national des cadres hospitaliers (SNCH) de 1982 à 1988. Au cours de cette période et dans ce cadre, il participe à la refonte du statut des directeurs d’hôpitaux publics français, et notamment à la mise en œuvre du budget global à l’hôpital (1981-1982). Son activité professionnelle le conduit également à prendre des responsabilités à l’Association européenne des directeurs d’hôpitaux (AEDH) au sein du bureau de cette dernière.
Au titre de ses fonctions, il a été régulièrement auditionné par les commissions des finances et des affaires sociales de l’Assemblée nationale et du Sénat, ainsi qu’auprès des instances de l’Union européenne.
En 1986 il est placé en détachement auprès de l’Assemblée nationale. Il se fait cependant réélire au SNCH à la suite d’une vacance au bureau national et lance à ce nouveau poste une seconde réforme du statut des directeurs.
Au cours de cette période il publie sur les presses du SNCH, un ouvrage sur le « Budget global et son utilisation ».

### Carrière politique
En parallèle de son activité professionnelle et syndicale, Dominique Paillé débute en politique en qualité de militant du PSU, puis décide de se consacrer activement aux responsabilités politiques, de façon à être élu maire des Aubiers en 1989 ; il devient également suppléant, en 1988, d'Albert Brochard député UDF de la 4e circonscription des Deux-Sèvres (Bressuire, Thouars).
Membre de l'UDF dès 1993, il rejoint en 1995 le Parti radical, qui fait alors partie de la confédération UDF. En 1999, il dirige la campagne européenne de François Bayrou pour l'UDF. En 2002, il rejoint l'UMP, le Parti Radical étant l'un de ses partis fondateurs. En 2011, il quitte l'UMP, à la suite de la décision du Parti Radical de reprendre son indépendance.
En septembre 2000, Dominique Paillé est mis en examen dans l'affaire de la MNEF. Il est soupçonné d'avoir favorisé auprès d'Olivier Spithakis l'embauche de son ex-assistante parlementaire à un emploi fictif à la MNEF d'une valeur de 200 000 francs. La création en 1996 d'une société offshore à Chypre, Otco Limited, par elle et Dominique Paillé attira l'attention de la police judiciaire, celle-ci le soupçonnant d'avoir obtenu des rétrocessions sur les émoluments de son assistante. Affirmant que les faits dénoncés concernaient seulement son ancienne assistante, il bénéficie d'un non-lieu, mais sa réputation restera longtemps entachée.
En 2001, il organise la fusion de la commune dont il est le maire avec celle de Nueil-sur-Argent, et reste à la tête de l'entité nouvellement créée jusqu'à l'année suivante : à la suite d'une démission collective du conseil municipal, Dominique Paillé doit abandonner sa fonction de maire, et, aux élections municipales qui suivent en décembre 2002, il n'est pas réélu et devient simple conseiller municipal jusqu'en mars 2008, élection à laquelle il ne se représente pas.
Député des Deux-Sèvres de 1993 à 2007, il siège également au conseil général des Deux-Sèvres de 1994 à 2001, mandat durant lequel il préside la régie départementale d'électricité, le SIEDS (maison mère de SÉOLIS). À l'Assemblée nationale, il s'intéresse notamment aux questions culturelles et à la protection de l'enfance. Aux élections législatives de juin 2007, député sortant de la 4e circonscription des Deux-Sèvres et se représentant pour un quatrième mandat, il est battu au second tour par Jean Grellier (PS), qui obtient 51,41 %.
Le 26 mars 2004, Dominique Paillé est condamné par le tribunal correctionnel de Paris à une peine de dix mois de prison avec sursis et 30 000 € d’amende, pour « abus de confiance » dans le cadre d'une affaire privée. Il a ainsi prélevé 40 000 € pour ses voyages privés et des dépenses personnelles dans les comptes de l'association Appel Europe, qu'il avait créée.
Il a été condamné aux prud'hommes à la suite d'une plainte de l'un de ses collaborateurs. Il ne fit pas appel du jugement.
Nicolas Sarkozy, élu président de la République quelques semaines plus tôt, en fait un de ses conseillers à l'Élysée. Il est promu secrétaire général adjoint de l'UMP en 2007, et demeure membre du conseil national du Parti radical pour les questions de santé. En 2008, il quitte le poste de secrétaire général adjoint et est nommé porte-parole de l'UMP.
Aux élections sénatoriales de septembre 2008, Dominique Paillé échoue à obtenir un des sièges représentant les Français de l'étranger. Il ne recueille que 16 votes (10,60 % des voix) se plaçant derrière Claudine Lepage (PS), Robert del Picchia (UMP), André Ferrand (UMP) et Christophe Frassa, Français de Monaco, qui s'était présenté en dissident de l'UMP.
En janvier 2011, son poste de porte-parole est supprimé et il se voit proposer un poste de secrétaire national de l'UMP. Le 23 janvier 2011, il est nommé par décret président du conseil d'administration de l'Office français de l'immigration et de l'intégration (OFII). Il est renvoyé le 31 août 2011.
Après la rupture du Parti radical avec l'UMP début 2011, il démissionne de l'UMP et s'engage pour son parti historique aux côtés de Jean-Louis Borloo en vue de la préparation de l'élection présidentielle de 2012 jusqu'à ce que son candidat se retire de la course. Le 11 janvier 2012, il publie Panique à l'Élysée, roman vengeur contre l'UMP où il imagine un second tour des présidentielles entre François Bayrou et Marine Le Pen.
Il est candidat à l'élection législative  des 3 et 17 juin 2012 dans la 4e circonscription des Français établis hors de France, nouvelle circonscription couvrant le Benelux (Belgique, Luxembourg et Pays-Bas) où il a été investi par le Parti radical et l'Alliance républicaine, écologiste et sociale. Avec 2,5 % des voix, il termine 9e sur 16 candidats et ne passe pas le premier tour.
Après avoir soutenu Jean-Christophe Lagarde à la présidence de l'UDI, il intègre la direction nationale de ce parti et devient le conseiller diplomatique du président en février 2015.

### Carrière d'avocat
En 2007, Dominique Paillé prête serment et devient avocat auprès du barreau de Paris. Il crée ensuite son cabinet avec une annexe à Bruxelles. Cependant en 2009, il recentre ses activités sur le barreau de Paris.
En 2011, il développe un volet international au sein de son activité et se concentre sur le droit des affaires et la négociation.

### Controverse
Cash Investigation diffuse, durant une émission de 2018 consacrée à l'eau, un enregistrement réalisé à son insu par Marco Schiavio, dirigeant de l'entreprise milanaise Passavant, dans lequel il tente de le dissuader de maintenir d’attaquer en justice un appel d'offres pour la refonte de l’usine de traitement des eaux de Clichy du Syndicat interdépartemental pour l'assainissement de l'agglomération parisienne, fait incluant ceux pour lesquels se saisit le 13 mars 2017 le Parquet national financier. Il dépose par la suite une plainte pour dénonciation calomnieuse à l'encontre de son ancien client Marco Schiavo.[réf. souhaitée]

## Détail des fonctions et des mandats
Mandats locaux
- novembre 2002 - mars 2008 : Conseiller municipal de Nueil-les-Aubiers
- 24 mars 1989 - 18 juin 1995 : Maire des Aubiers
- 25 juin 1995 - 18 mars 2001 : Maire des Aubiers
- 19 mars 2001 - 1er novembre 2002 : Maire de Nueil-les-Aubiers (après fusion des Aubiers et de Nueil-sur-Argent)
- 27 mars 1994 - 18 mars 2001 : Conseiller général du canton d'Argenton-les-Vallées
- 5 septembre 1994 - 3 octobre 1994 : Conseiller régional de Poitou-Charentes

Mandats parlementaires
- 28 mars 1993 - 21 avril 1997 : Député de la 4e circonscription des Deux-Sèvres
- 1er juin 1997 - 18 juin 2002 : Député de la 4e circonscription des Deux-Sèvres
- 19 juin 2002 - 19 juin 2007 : Député de la 4e circonscription des Deux-Sèvres

Autre fonction
- 23 janvier 2011 - 12 septembre 2011 : Président de l'Office français de l'immigration et de l'intégration

## Publications
- Le service de santé des armées, la face cachée : corruption, abus de pouvoir, omerta, avenir, avec Marc Lemaire et Stéphane Lewden, Paris, L'Harmattan, 2002
- Dominique Paillé a été codirecteur de la collection « les Cahiers de la Convention démocrate » chez l'Harmattan (2004) :
  - Recycler pour une économie durable et solidaire - colloque du 16 juin 2003
  - La lutte contre la contrefaçon : comment défendre notre patrimoine industriel et intellectuel, actes du colloque du 27 janvier 2004
  - La lutte contre les infections nosocomiales : une urgence hospitalière, actes du colloque du 29 avril 2004
- Les Deux-Sèvres, l'autre pays du vin, avec Alain Ligné (ancien maire de Thouars). La Crèche : Geste Éditions, 2006.
- Les Habits neufs des faux centristes : arnaque ou imposture ?, par Dominique Paillé, Le Cherche Midi éditeur, 2009.
- Panique à l’Élysée, par Dominique Paillé, Éditions Grasset, 2012  (ISBN 9782246789178).
- La République des Solutions, ouvrage collectif sous la direction de Dominique Paillé, Éditions Pascal Galodé, 2012
- Sarkozy, retour perdant, Éditions Archipel, 2013.